# Colvá
Colvá é uma aldeia em Goa, ex-província ultramarina portuguesa, agora um dos estados da Índia.
Apesar da sua pequena dimensão ganhou fama no mundo Ocidental com o advento do movimento hippie em meados dos anos 60. Hoje é um destino preferencial de férias de muitos paises Europeus sendo o nome "Colva" reconhecido em pontos remotos por este mundo fora.